# Said Aql
Saʿīd ʿAql, talvolta scritto Said Akl (in arabo سعيد عقل‎?; Zahle, 4 luglio 1911 – Beirut, 28 novembre 2014), è stato un poeta e politico libanese.

## Biografia
In gioventù aderì al Partito Nazionalista Sociale Siriano (in arabo الحزب السوري القومي الإجتماعي‎?, al-Ḥizb al-sūrī al-qawmī al-ijtimāʿī), guidato da Antun Saadeh. Fu poi espulso proprio da Saadeh per inconciliabili motivi di contrasto ideologico.
ʿAql sostenne una teoria circa un supposto carattere millenario autentico del Libano. La sua ammirazione per la storia e la cultura libanese fu marcata da una forte opposizione a un'identità araba del Libano. Avrebbe dichiarato: «Mi taglierei la mano destra proprio per non essere arabo». Nel 1968, dichiarò che la lingua araba letteraria sarebbe scomparsa in Libano.
Saʿīd ʿAql era cristiano. Sosteneva che i Libanesi non fossero arabi, ma fenici. Elaborò a tal fine una trascrizione del dialetto libanese in caratteri latini. Fu anche l'"eminenza grigia" del partito dei Guardiani del Cedro, fondati da Étienne Saqr (scritto spesso Sacr), che svolse un ruolo attivo durante la Guerra civile in Libano. Violentemente anti-palestinese, si spinse a sostenere l'invasione del suo Paese da parte delle forze armate israeliane nel 1982. Fu l'autore dello slogan «che ogni Libanese uccida un Palestinese e un Siriano» e applaudì nel settembre del 1982 il Massacro di Sabra e Shatila, perpetrato da elementi della destra cristiana, mentre le forze israeliane di occupazione sostennero di non essersi rese conto di ciò che avveniva nel disastrato quartiere di Beirut, trasformato in un vasto campo-profughi palestinese.

## Poeta e politico
Numerose sue poesie sono state messe in musica e cantate dalla grande cantante libanese Fairouz, che egli stesso ha definito come  «la nostra ambasciatrice delle stelle».
Di religione cristiana, è noto per aver sostenuto che il Libano non aveva un sostrato arabo, bensì fenicio. È noto anche per aver ideato e propagandato (senza grande successo) un sistema da lui messo a punto in cui i grafemi arabi sono sostituiti da quelli latini, sulla falsariga (ma con ben maggiori difficoltà) di quanto fatto negli anni venti da Atatürk in Turchia, quando impose l'adozione per i grafemi del turco ottomano dei caratteri latini.
Ha creato la rivista Yara (in arabo يارا‎?, Yārā) ma un'indubbia fama gli fu assicurata dalla sua militanza politica, che gli fece disconoscere il retaggio arabo e islamico del Libano e lo fece militare tra i Guardiani del Cedro.